# Napříč Prahou – přes tři jezy

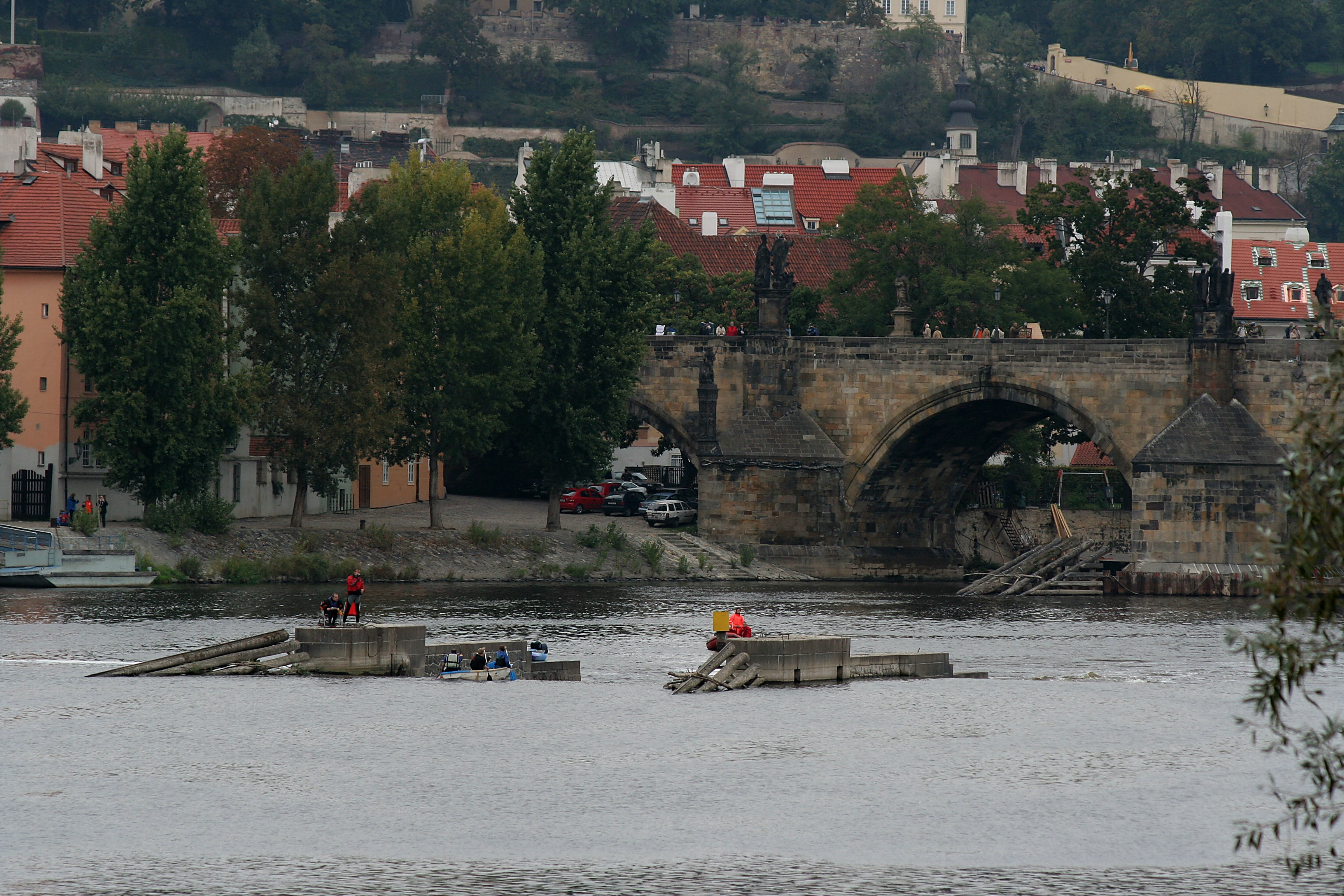
Otevřená vorová propust Staroměstského jezu při závodě

Napříč Prahou – přes tři jezy (někdy Přes tři jezy, jednoduše Tři jezy, též Mistrovství České republiky v pádlování na P550 – třídové lodi vodních skautů nebo Memoriál Hugo Sedláčka) je skautský kanoistický závod konající se každý rok 28. září na Vltavě v Praze. Trasa tohoto závodu vede přes tři pražské jezy – Šítkovský, Staroměstský a Helmovský. Jsou pro něj typické lodě typu P550, ovšem jezdí se na různých plavidlech. Jedná se o jeden z nejstarších skautských závodů a vůbec jeden z nejstarších stále fungujících závodů v rychlostní kanoistice u nás. Jeho kořeny sahají až do roku 1933.

## Historie
První ročník závodu (ještě pod prostým názvem „Napříč Prahou“) se konal roku 1933. Už tehdy se jednalo o ojedinělou příležitost projet skoro celý úsek Vltavy v Praze, skrz historické centrum a sjet tři pražské jezy. Dnešní název závodu se datuje od roku 1938. Tehdy se jel závod na počest postavení nové klubovny pražského 13. přístavu VS poprvé na jednotném pravidle – pramici. Tato tradice se zachovala dodnes. 
Závod se konal i přes období nacistické okupace, i za vlády komunistické strany, ale vždy pod hlavičkou různých jednot a tělovýchovných organizací, jelikož v těchto obdobích byl skauting zakázán. I tak se tehdy ilegální skauti na pořádání závodu podíleli. 
Závod si však přestal držet tradici každoročního závodu. Až roku 1973 se uskutečnil závod při příležitosti 60. výročí založení vodní pětky znovu na původní trase. Pořadatelem byl TJ Slavoj Praha (5. oddíl vodních skautů) ve spolupráci s TJ Slovan Orbis. Závod však z politických důvodů nesměl nosit původní název. Od tohoto roku do sametové revoluce se tak každoročně jezdil závod pod názvem „Pražská pramička“.
Od roku 1990 dodnes je hlavním pořadatelem závodu Hlavní kapitanát vodních skautů, na pořádání se však významně podílí i některé pražské oddíly či střediska (Dvojka Praha či 4. přístav Jana Nerudy). Již  přes třicet let si tak závod drží stejnou prestiž i ráz, a navazuje tak na původní předválečný závod. 

## Trasa
Závod startuje na Císařské louce a končí na ostrově Štvanice. Jeho délka je 6,5 kilometru. Zde je vypsána podrobná kilometráž (převzato ze stránek závodu):
- 56,8 start – Stadion vodních sportů
- 56,0 vlevo Císařská louka, Smíchovský přístav
- 55,3 Železniční most, zprava přitéká Botič
- 54,5 Palackého most
- 54,3 Jiráskův most, za ním plavební komora vlevo, Slovanský a Dětský ostrov
- 54,2 Šítkovský jez
- 53,7 Přenášení pod Dětským ostrovem
- 53,6 Most Legií
- 53,3 Staroměstský jez
- 53,3 výjezd z plavební komory pro Šítkovský a Staroměstský jez
- 53,0 Karlův most, za ním vlevo vjezd do Čertovky
- 52,7 Mánesův most
- 52,2 Čechův most
- 51,5 Štefánikův most
- 51,2 Helmovský jez vlevo a vpravo, uprostřed plavební komora (vpravo od ostrova Štvanice)
- 50,7 Hlávkův most
- 50,4 Negrelliho viadukt
- 50,3 cíl

## Kategorie
| Znak | Loď  | Kategorie  | Posádka     | Pohlaví   | Kormidelník        |
| ---- | ---- | ---------- | ----------- | --------- | ------------------ |
| R    | P550 | Dorostenci | max. 5 osob | muži      | věk jako závodníci |
| F    | P550 | Dorostenky | max. 5 osob | ženy      | věk jako závodníci |
| S    | P550 | St. žáci   | max. 5 osob | muži      | nad 18 let         |
| K    | P550 | St. žactvo | max. 5 osob | mix       | nad 18 let         |
| G    | P550 | St. žákyně | max. 5 osob | ženy      | nad 18 let         |
| B    | P550 | Ml. žáci   | max. 7 osob | muži      | nad 18 let         |
| A    | P550 | Ml. žákyně | max. 7 osob | ženy      | nad 18 let         |
| D    | P550 | Dospělí    | max. 5 osob | libovolné | nad 18 let         |

Poznámka: Do této tabulky jsou vloženy pouze kategorie, které soutěží v hlavním závodě (tj. pouze na pramicích typu P550). Hlavním vítězem závodu se pak stává nejrychlejší posádka dorostenců (roverů), kteří tak získají putovní cenu Hugo Sedláčka (je pojmenována po českém skautovi, který padl v roce 1945 během pražského povstání). Ostatní kategorie buďto nejsou závodní, anebo jejich hlavním plavidlem není pramice typu P550. Jejich výsledky jsou k dispozici na stránkách závodu. 

## Přehled vítězů
| Ročník              | 2019                                              | 2020                                              | 2021                                              | 2022                                                | 2023                                 |
| ------------------- | ------------------------------------------------- | ------------------------------------------------- | ------------------------------------------------- | --------------------------------------------------- | ------------------------------------ |
| 1. místo Dorostenci | středisko Vyškov, 1. OVS Luleč „Severní hvězda“   | Junák, stř. K. Šimka Hradec Králové, 7. OVS Štiky | Středisko Vysoké Mýto, Vydří stopa                | 4. přístav Jana Nerudy Praha                        | přístav Sedmička Pardubice           |
| 2. místo Dorostenci | 4. přístav Jana Nerudy Praha                      | středisko Vyškov, 1. OVS Luleč „Severní hvězda“   | Junák, stř. K. Šimka Hradec Králové, 7. OVS Štiky | přístav Sedmička Pardubice                          | středisko Štika Turnov, 4. OVS       |
| 3. místo Dorostenci | Junák, stř. K. Šimka Hradec Králové, 7. OVS Štiky | 4. přístav Jana Nerudy Praha                      | 4. přístav Jana Nerudy Praha                      | Junák, stř. Javor Č. Třebová, NANTUCKET – Velrybáři | středisko Radost a naděje Beroun, RS |
| vítězný čas         | 0:40:38                                           | 0:40:42                                           | 0:39:37                                           | 0:37:35                                             | 0:39:34                              |